# Гіпосідерові
Гіпосідерові (Hipposideridae)  — родина кажанів. Представники родини Hipposideridae поширені від Африки й Мадагаскару через Південну Азію до Японії, Філіппін, Нової Гвінеї, північної Австралії. Найстаріший вимерлий рід цієї родини відомий із середнього еоцену Європи.

## Систематика
Hipposideridae містять 10 сучасних родів і понад 80 видів, головним чином в найпоширенішому роду Hipposideros. Крім того, кілька родів вимерлих. У той час вона часто розглядається як підродина Hipposiderinae, родини Підковикових, то тепер більш зазвичай класифікуються як свою власну родину. Тим не менше, їх об'єднують з підковиками у підряд Pteropodiformes (або Yinpterochiroptera). Hipposidendae відрізняються від Rhinolophidae формою носового листа, структурою ступнів, відсутністю нижніх малих премолярів і структура плечового і тазостегнового пояса.

## Зовнішність
Завдяки унікальному і складному лицю, представників родини важко сплутати з представниками інших родин. Вуха, як правило, великі, без козелка, очі порівняно невеликі. Хвіст середньої довжини, у деяких видів, але малий або рудиментарний в інших. Довжина голови й тіла 28—110 мм. Зубна формула: i 1/2, c 1/1, pm 1-2/2 m 3/3)•2=28 чи 30.
На відміну від багатьох кажанів, які випускають імпульси з відкритим ротом при ехолокації, Hipposideridae тримають рот закритим під час польоту; ультразвукові імпульси ж викидаються через ніздрі складним носовим апаратом.

## Поведінка
Більшість видів печерні жителі, але деякі види спочивають на деревах. Всі вони комахоїдні, при цьому деякі види дуже спеціалізовані на деяких комахах завдяки своїй складній ехолокації і дуже маневреному польоті. Наприклад, Cloeotis percivali харчується в основному маленькою дорослою міллю цілий рік, незалежно від відносного достатку або сезонності цих комах. Цей вид використовує звуки вкрай високих частот більше 200 кГц, але, як і більшість Hipposideridae, імпульси мають низьку інтенсивність (гучність). Hipposideros gigas висить досить високо на деревах і використовує ехолокацію для виявлення великих (до 60 міліметрів завдовжки) і прямо літаючих жуків на відстані до 20 метрів, він робить короткі й точні рейси перехоплення, що тривають в середньому 5,1 секунди.

## Роди
Викопні
- Archerops (міоцен Австралія)
- Brachipposideros (олігоцен — міоцен Європи і міоцен Австралії, іноді включаються в Hipposideros)
- Brevipalatus (міоцен Австралія)
- Miophyllorhina (міоцен Австралія)
- Palaeophyllophora (еоцен — міоцен Європи)
- Paraphyllophora (еоцен і олігоцен-міоцен Європи)
- Riversleigha (міоцен Австралія)
- Vaylatsia (олігоцен Європи)
- Xenorhinos (міоцен Австралія)

Сучасні
- Anthops (один вид, Соломонові острови та острів Бугенвіль)
- Asellia (два види, Африка і Південно-Західна Азія; міоценові скам'янілості з Європи)
- Aselliscus (два види; Південно-Східна Азія і Меланезія)
- Cloeotis (один вид, Африка)
- Coelops (принаймні, два види; Південно-Східна Азія; міоценові скам'янілості з Африки)
- Hipposideros (більше шістдесяти видів, Африка, Південна Євразія та Австралія; найстаріших копалин з еоцену Європи)
- Paracoelops (один вид, В'єтнам)
- Paratriaenops (раніше включений в Triaenops, три види; Мадагаскар і Сейшельські острови)
- Rhinonicteris (один вид, Австралія, ранні скам'янілості з міоцену)
- Triaenops (чотири види, Африка та Південно-Західна Азія)